# Grimsås
Grimsås is een plaats in de gemeente Tranemo in het landschap Västergötland en de provincie Västra Götalands län in Zweden. De plaats heeft 749 inwoners (2005) en een oppervlakte van 89 hectare.